# Šarlince (Leskovac)
Pour les articles homonymes, voir Šarlince.
Šarlince (en serbe cyrillique : Шарлинце) est un village de Serbie situé sur le territoire de la Ville de Leskovac, district de Jablanica. Au recensement de 2011, il comptait 766 habitants.

## Démographie
| 1948 | 1953 | 1961 | 1971 | 1981 | 1991 | 2002 | 2011 |
| ---- | ---- | ---- | ---- | ---- | ---- | ---- | ---- |
| 790  | 881  | 921  | 958  | 950  | 944  | 854  | 766  |

|  |